# 伊万·伊万诺夫 (1988年)

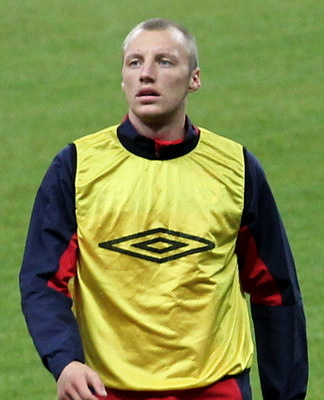
伊万·伊万诺夫

伊萬·卡梅诺夫·伊萬諾夫（1988年2月25日—）是一位保加利亞足球運動員，在場上的位置是中後衛。他現在效力於瑞士足球超級聯賽球隊巴塞爾足球俱樂部。他在2013年當選保加利亞足球先生。